# Bisdom Mamfe
Het bisdom Mamfe (Latijn: Dioecesis Mamfensis) is een rooms-katholiek bisdom in Kameroen. Het maakt samen met vier andere bisdommen deel uit van de kerkprovincie Bamenda en is suffragaan aan het aartsbisdom Bamenda.   
Het bisdom telt  ongeveer 155.000 katholieken (2019), wat zo'n 36,1% van de totale bevolking van 429.000 is, en heeft een oppervlakte van 10.500 km². In 2019 bestond het bisdom uit 28 parochies. Het bisdom ligt in het Engelstalige deel van Kameroen.  
Het gebied werd gekerstend door missionarissen van Mill Hill. Het bisdom werd opgericht in 1999 uit delen van het bisdom Buéa

## Speciale kerken
De kathedraal van het bisdom Buéa is de kathedraal Saint-Joseph in Mamfe.

## Bisschoppen
- Francis Teke Lysinge (1999-2014)
- Andrew Nkea Fuanya (2014-2019)
- Aloysius Fondong Abangalo (2022-)